# 畿央大學
畿央大学（英语：Kio University）是一所日本的私立大学，总部位于奈良县北葛城郡广陵町马见中4-2-2。 始建于1946年，2003年改为大学。

## 相关项目
- 关西中央高中
- 畿央大学附属幼儿园